# زكار
توجد بلدية زكار بدائرة عين الإبل ولاية الجلفة تحدها شمالا بلدية الجلفة وشرقا بلدية دلدول وغربا بلدية عين الإبل وهي بلدية تعدادها السكاني حوالي 9000 مواطن يمارس الأعمال الفلاحية والرعوية 

## معالم سياحية

### دير الدقاورين
جنوب شرق بلدية زكار على بعد حوالي 02 كم نجد «دير الدقاورين» الموقع  المكتشف سنة 1907 من طرف القاضي «ماون» وهو مصنف كتراث  وطني منذ 1982 والمتكون من:
1. مخبأ صخري يعرض لوحة فنية رائعة لمشهد صيد متحرك يبرز الحركة الآنية الواقعية للعلاقة الطردية الطبيعية بين نوعين من الحيوانات: الاسد والضبي، بالإضافة لمجموعة من الحيوانات: النعامة، الفيلة الاربعة، أروية، حيوان بقري...
2. جدارية وحيد القرن بالمنظور الجانبي
3. جدارية المرأة